# Mercy Adekuoroye
Mercy Bolafunoluwa Adekuoroye, née le 2 janvier 2002, est une lutteuse nigériane.

## Carrière
Mercy Adekuoroye remporte la médaille d'or des Championnats d'Afrique cadets 2018 à Port Harcourt puis la médaille d'argent aux Jeux africains de la jeunesse de 2018 à Alger dans la catégorie des moins de 53 kg.
Elle est médaillée d'or dans la catégorie des moins de 53 kg aux Championnats d'Afrique de lutte 2022 à El Jadida, battant en finale l'Ivoirienne Nogona Bakayoko.
Elle est médaillée d'or dans la catégorie des moins de 57 kg aux Championnats d'Afrique de lutte 2023 à Hammamet puis médaillée de bronze dans la catégorie des moins de 59 kg aux Championnats d'Afrique de lutte 2024 à Alexandrie.

## Famille
Elle est la sœur de la lutteuse Odunayo Adekuoroye.